# 행복한 아침 (드라마)
《행복한 아침》은 1997년 6월 8일부터 1997년 10월 26일까지 방영된 한국방송공사 일요아침드라마 작품이다.

## 소개
스포츠 센터를 배경으로 두 형제의 일상사를 그렸다.

## 등장 인물
- 이정길 : 원정수 역
- 송승환 : 원정호 역 - 정수의 동생
- 선우은숙 : 김순애 역 - 정수의 아내
- 이혜숙 : 장미화 역 - 정호의 아내
- 전양자 : 한진숙 역 - 정수와 정호의 어머니. 8년 전에 정수 아버지를 상배한 과부.
- 황은하 : 원강이 역 - 정수의 딸
- 임종원 (아역) : 원종남 역 - 정호의 맏아들
- 김가영 (아역) : 원가현 역 - 정호의 막내딸
- 양재성 : 김현재 역 - 정수의 장인
- 김애란 : 주영란 역 - 정수의 처계모. 김순애의 친정 새어머니.
- 신소민 : 김이슬 역 - 정수의 동복 처제
- 이주현 : 김낙중 역 - 정수의 동복 큰 처남
- 이기찬 : 김낙환 역 - 정수의 배다른 막내 처남
- 배도환 : 배도통 역 - 스포츠 센터 사환. 신해년 춘삼월 돼지띠생으로, 손현태의 내리 초중고 동기 동창.
- 손현주 : 손현태 역 - 스포츠 센터 사환. 신해년 초여름 돼지띠생으로, 배도통의 내리 초중고 동기 동창.
- 김광필
- 강경헌
- 신소미
- 김하균
- 이병욱
- 김건호
- 최아란
- 윤순홍
- 김관기
- 김서형
- 이칸희
- 박정철
- 고세원
- 김여랑
- 김주호
- 민재희
- 이은주
- 구자미

## 결방
- 1997년 9월 7일 : 스포츠 특선 <박찬호 하이라이트> 편성으로 결방

## 참고 사항
- 인기가수 이기찬의 첫 드라마 출연작으로 화제가 되었다[2].
- 극중 이정길의 동생 역으로 나온[3] 송승환을 SBS 일일극 <행복은 우리 가슴에>와 겹치기 출연시켜 비난을 받았다. 당초 5월 종영 예정이었던 해당 작품이 연장되어 6월 말 막을 내렸기 때문에 송승환은 <행복한 아침> 초반부와 <행복은 우리 가슴에> 후반부를 본의 아니게 겹치기 출연해야 했다.
- 전작 <오늘은 왠지>를 포함하여 <일요일은 참으세요> 이후 방송된 대부분 후속작들이 그랬던 것처럼 젊은 스타급 연기자들 섭외 문제로 어려움을 겪어왔다.[4]
- <오늘은 왠지>와 내용이 비슷[5][6]하다는 지적이 있었다.
- 초반에는 전작 <오늘은 왠지> 후반부 때처럼 동시간대 MBC 장수 프로그램 <사랑의 스튜디오>와 SBS <LA아리랑>의 아성을 넘지 못했고 결국 1997년 10월 26일부터 일요일 오전 8시 50분으로 이동했으나 동시간대 MBC <짝>의 흥행으로 기대 이하의 성적에 그쳤으며 이 방송분이 마지막회가 됐는데 원래 19회로 끝낼 계획이었지만 후속작 집필자로 낙점된 이홍구 작가가 iTV 개국 첫 연속극 <가족> 집필을[7] 맡은 점, 후속작으로 최종 결정됐던 《세 여자》주인공 중 1명으로 낙점된 윤해영이 iTV <가족>에 캐스팅되면서 거절하는 등 후속작 준비를 고려하여 1편 늘린 20회로 막을 내렸다.